# Arinagatta, Malur
Arinagatta là một làng thuộc tehsil Malur, huyện Kolar, bang Karnataka, Ấn Độ.